# Matej Gaber
Matej Gaber (* 22. Juli 1991 in Kranj) ist ein slowenischer Handballspieler, der zumeist als Kreisläufer eingesetzt wird.
Der 1,98 m große und 110 kg schwere Rechtshänder begann seine Profikarriere beim slowenischen Verein RD Merkur Škofja Loka, mit dem er im EHF-Pokal 2008/09 das Achtelfinale erreichte. 2011 wechselte er zu RK Velenje, mit dem er 2012 und 2013 slowenischer Meister wurde. Mit Velenje scheiterte er im EHF-Pokal 2011/12 im Viertelfinale und in der EHF Champions League 2012/13 im Achtelfinale. Ab 2013 lief er in der französischen ersten französischen Liga für den Rekordmeister Montpellier Handball auf. Mit Montpellier gewann er 2014 und 2016 den Ligapokal sowie 2016 den französischen Pokal und unterlag im Endspiel des EHF Europa Pokal 2013/14 Pick Szeged. Im Sommer 2016 schloss er sich Pick Szeged an. Mit Szeged gewann er 2018, 2021 und 2022 die ungarische Meisterschaft sowie 2019 den ungarischen Pokal. Seit dem Sommer 2024 läuft er für den französischen Erstligisten HBC Nantes auf.
Mit der Slowenischen Nationalmannschaft nahm Matej Gaber an der Europameisterschaft 2012 (6. Platz) und der Weltmeisterschaft 2013 (4. Platz) teil. Er gehörte bei den Olympischen Spielen 2016 dem slowenischen Kader an. Bisher bestritt er 150 Länderspiele, in denen er 215 Tore erzielte.